# 와치독
《와치독》(영어: WATCH_DOGS)은 유비소프트에서 출시한 시카고를 배경으로 한 오픈 월드 3인칭 액션 어드벤처 비디오 게임이다. E3 2012에서 처음 공개되었으며,, 2013년 11월 22일에 마이크로소프트 윈도우 플레이스테이션 3, 플레이스테이션 4, 엑스박스 360, 엑스박스 원, Wii U 플랫폼을 통해 출시될 예정이었지만, 2014년 5월 27일로 출시가 연기되었다. 또한 아시아에서는 같은 해 6월 27일에 발매되었으며, Wii U 버전의 경우 2014년 11월에 발매되었다.

## 게임 플레이
《와치독》의 게임 플레이 대부분은 미션을 완수하면서 하나의 스토리를 진행해 나가는 직선형 진행 방식으로 이뤄지며, 미션 중이 아닐 때는 오픈 월드 시카고에서 비직선형 진행 방식으로 이뤄진다. 초반부터 모든 지역을 탐험할 수 있지만, 스토리 진행에 따라 일부 지역이 잠기기도 한다.

## 개요

### 설정
《와치 독》 세계관에선 2003년 미국 북동부 대정전이 해커에 의해 일어난 사건이라고 간주한다. 이 사건으로 인해 블루메 사(Blume Corporation)는 개인정보, CCTV, 신호등을 포함해 도시의 모든 것을 슈퍼컴퓨터와 연결해 작업을 처리하는 시스템, ctOS(CenTral Operating System, 중앙 운영 시스템)를 개발한다. 이후 이 시스템은 시카고와 일리노이를 포함한 여러 미국 도시에 설치된다. 이 게임의 세계관은 어쌔신 크리드 시리즈와 연관되어 있으며, 두 게임에서 악역을 맡고 있는 블루메 사와 앱스테르고 사는 협력 관계이다. 또 서브 미션에서 에이든이 어쌔신과 동맹 관계라는 사실이 넌지시 알려진다.
게임에서 플레이어는 그레이햇 해커이자 자경단인 에이든 피어스(Aiden Pearce, 성우: 노암 젠킨스)를 플레이하게 된다. 에이든은 사고로 여자 조카인 레나 피어스(Lena Pearce)를 잃고, 여동생 니콜 피어스(Nicole Pearce, 성우: 앤 홉킨스)와 남자 조카 잭슨 피어스(Jackson Pearce, 성우: 니콜라스 보드)를 위협으로부터 보호하는 한편, 레나의 죽음에 대한 복수를 다짐한다. 에이든은 그 과정에서 조르디 친(Jordi Chin, 성우: 아론 더글러스)과 클라라 릴(Clara Lille, 성우: 이사벨 블레이스), 레이몬드 “티본” 케니(Raymond “T-Bone” Kenney, 성우: 존 텐치)와 협력한다. 조르디는 해결사이고, 클라라는 ‘BadBoy17(배드보이 세븐틴)’이란 가명으로 활동하는 타투이스트이자 해커 그룹 데드섹(Dead Sec)의 회원이다. 티본은 과거 ctOS 기술자이자 2003년 미국 북동부 대정전을 일으킨 장본인이다. 에이든은 게임이 진행됨에 따라 여러 적들과 맞딱뜨린다. 대표적으로 과거 육군에서 일한 적이 있는 현재 갱 지도자 델포트 “이라크” 웨이드(Delford “Iraq” Wade, 성우: 제로드 헤이스)와 메를로 호텔의 소유주이자 시카고 지하 조직의 수장인 덜못 “럭키” 퀸(Dermot “Lucky” Quinn, 성우: 마이론 냇윅)이 있다. 그 외의 등장인물로는 과거 에이든과 함께 범죄를 저질렀던 데미안 브랭크(Damien Brenks, 성우: 다니엘 캐쉬)와 레나의 목숨을 앗아 갔던 모리스 베가(Maurice Vega, 성우: 크리스토퍼 제이컷)가 있다.

### 줄거리
휴대폰 하나로 모든 전자기기를 해킹하는 천재 해커이자 마을을 수호하는 자경단원 에이든. 스승이자 동업자인 데미안과 해킹활동을 하던 중 의문의 침입자로 인해 애써 준비한 일을 모두 망쳤다. 그리고 직후, 두사람 모두 암살기도를 당했다. 에이든은 어린 조카 레나를 잃고 데미안은 한쪽 다리가 불구가 되어 외다리 신세가 된 것. 이 일로 빈정이 상한 두사람은 연을 끊어버렸고 에이든은 레나를 살해한 범인을 쫓아 움직이기 시작한다.

## 관련 미디어

### Watch_Dogs 동반자 (ctOS 모바일)
와치독스 1에서만 작동한다. 2에서는 사용 불가. 시카고를 손에 넣을 수 있다. 터치로 도시를 제어한다.

## 평가
| 평가 |                                                      |
| --- | ---------------------------------------------------- |
| 통합 점수 통합사 점수 메타크리틱 (PC) 77/100 [ 5 ] (PS4) 80/100 [ 6 ] (XONE) 78/100 [ 7 ] (WIIU) 62/100 [ 8 ] 평론 점수 평론사 점수 디스트럭토이드 8/10 [ 9 ] 유로게이머 7/10 [ 10 ] 게임 인포머 8.5/10 [ 11 ] 게임스팟 8/10 [ 12 ] 게임스레이더+ [ 13 ] 자이언트 밤 [ 14 ] IGN 8.4/10 [ 15 ] PC 게이머 (US) 8.7/10 [ 16 ] 폴리곤 8/10 [ 17 ] VideoGamer.com 7/10 [ 18 ] |                                                      |
| 통합 점수 |                                                      |
| 통합사 | 점수                                                 |
| 메타크리틱 | (PC) 77/100 (PS4) 80/100 (XONE) 78/100 (WIIU) 62/100 |
| 평론 점수 |                                                      |
| 평론사 | 점수                                                 |
| 디스트럭토이드 | 8/10                                                 |
| 유로게이머 | 7/10                                                 |
| 게임 인포머 | 8.5/10                                               |
| 게임스팟 | 8/10                                                 |
| 게임스레이더+ | [ 13 ]                                               |
| 자이언트 밤 | [ 14 ]                                               |
| IGN | 8.4/10                                               |
| PC 게이머 (US) | 8.7/10                                               |
| 폴리곤 | 8/10                                                 |
| VideoGamer.com | 7/10                                                 |